# 다수주의
다수주의 (多數主義, 영어: majoritarianism)는 인구의 다수 (때로는 종교, 언어, 사회 계급 또는 다른 식별 요인으로 분류됨)가 사회에서 어느 정도의 우선권을 가질 권리가 있으며, 사회에 영향을 미치는 결정을 행사할 권리가 있다고 주장하는 전통적인 정치학 또는 의제이다. 이 전통적인 견해에는 비판이 커지면서 시민들의 기본적인 권리를 보호하기 위해 의회 다수가 할 수 있는 일에 제약이 더해졌다.

## 같이 보기
- 군중에 호소하는 오류
- 집산주의
- 합의 의사결정
- 합의 민주주의
- 직접 민주제
- 소수주의 (반의어)
- 소수 권리
- 대중 민주주의
- 초다수
- 다수의 횡포
- 공리주의 윤리
- 포퓰리즘